# Jammerbugt FC
Jammerbugt FC is een Deense voetbalclub uit het dorp Pandrup, gemeente Jammerbugt, dat in de provincie Noord-Jutland ligt. De club werd in 1974 opgericht. De verenigingskleur is blauw. 

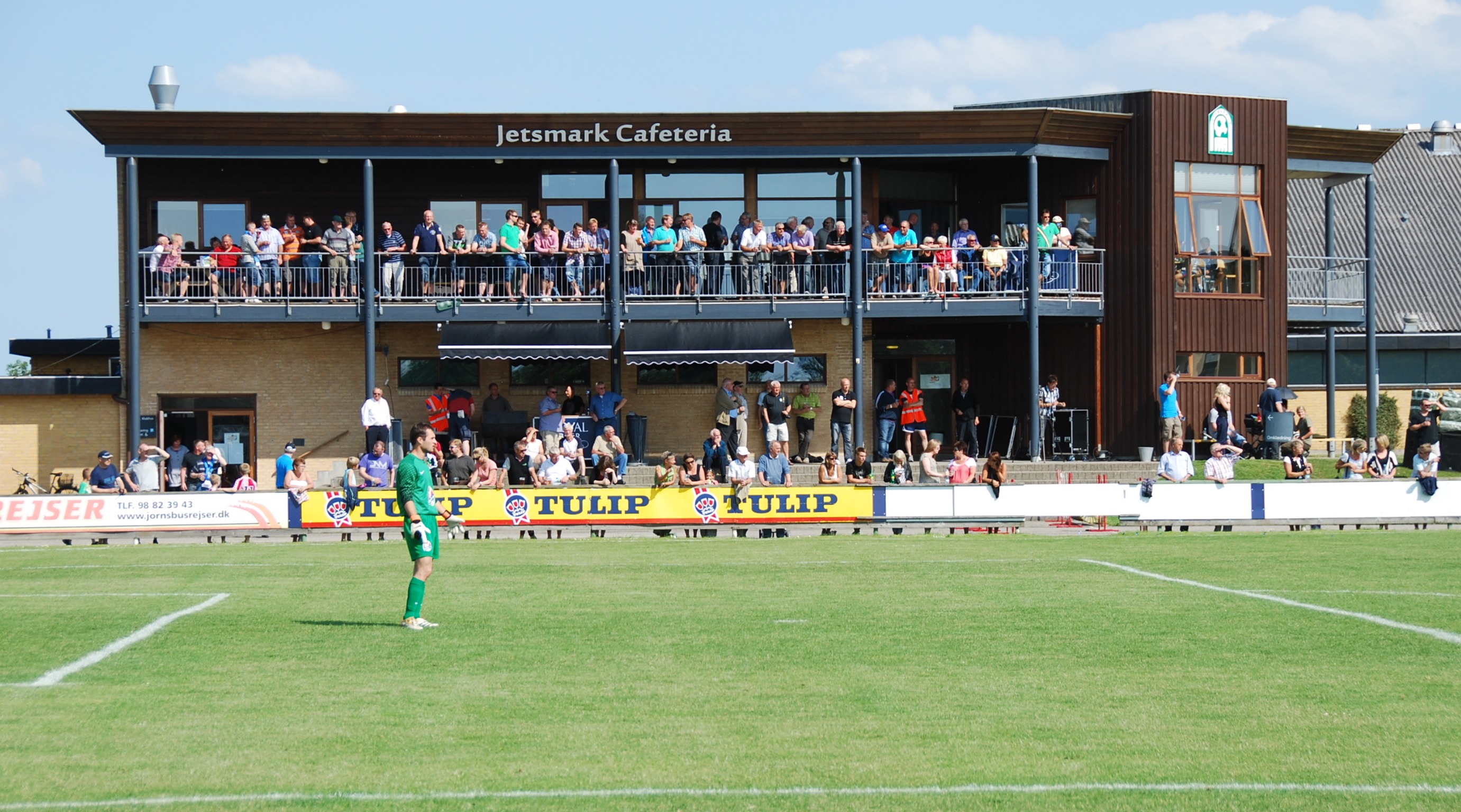
Het voetbalveld van Jammerbugt FC.

## Geschiedenis
In 1974 werd Jetsmark IF opgericht als fusie tussen de naburige clubs Kaas IF en Pandrup Boldklub. Het kwam in de Deense amateurklassen uit. Succes werd behaald in 2002 toen promotie naar de 2. division werd bewerkstelligd. In 2008 werd de naam Blokhus FC aangenomen.
Blokhus FC promoveerde in 2011 naar de 1. division, het hoogtepunt van de clubgeschiedenis. Met slechts twee overwinningen eindigde het als laatste in de competitie, waardoor degradatie volgde. De seizoenen daarop speelde men geen rol van betekenis in de 2. division. In 2013 werd de naam gewijzigd naar Jammerbugt FC.
In het seizoen 2017/2018 werd de club eerste in de derde poule van de 2. division, waardoor men in de promotiegroep terechtkwam. Het leverde uiteindelijk geen promotie op, want het eindigde als derde achter promovendi Hvidovre IF en Næstved BK.
In 2021 werd wel weer promotie behaald naar de 1. division middels het behalen van het kampioenschap in de 2. division. In het jaar van de promotie werd bekend dat de club in handen van een Duitse investeerder kwam. Om te voldoen aan de strengere licentie-eisen moesten veldverwarming, sterkere verlichting en meer zitplaatsen worden gerealiseerd.

## Eindklasseringen
| 11 |

| 12 |

| 8 |

| 4 |

| 5 |

| 10 |

| 4 |

| 5 |

| 1 |

| 14 |

| 4 |

| 4 |

| 3 |

| 22 |

| 20 |

| 3 |

| 6 |

| 6 |

| 1 |

| 12 |

| 12 |

| 1. division (Niv. 2) | 2. Division (Niv. 3) |

| Seizoen   | №  | Clubs | Divisie                     | Duels | Winst | Gelijk | Verlies | Doelsaldo | Punten | Opmerkingen                 |
| --------- | -- | ----- | --------------------------- | ----- | ----- | ------ | ------- | --------- | ------ | --------------------------- |
| 2011-2012 | 14 | 14    | 1. division                 | 26    | 2     | 5      | 19      | 27-72     | 11     | Degradatie naar 2. division |
| 2012-2013 | 4  | 16    | 2. division West            | 30    | 14    | 8      | 8       | 56-44     | 50     |                             |
| 2013-2014 | 4  | 16    | 2. division West            | 30    | 15    | 7      | 8       | 56-42     | 52     |                             |
| 2014-2015 | 3  | 16    | 2. division West            | 30    | 16    | 5      | 9       | 57-41     | 53     |                             |
| 2015-2016 | 10 | 8/12  | 2. division Degradatiegroep | 16    | 4     | 5      | 7       | 36-43     | 27     |                             |
| 2016-2017 | 8  | 8/12  | 2. division Degradatiegroep | 22    | 8     | 5      | 9       | 31-31     | 29     |                             |
| 2017-2018 | 3  | 8/12  | 2. division Promotiegroep   | 22    | 11    | 5      | 6       | 35-26     | 38     |                             |
| 2018-2019 | 6  | 8/12  | 2. division Promotiegroep   | 33    | 15    | 9      | 9       | 48-41     | 54     |                             |
| 2019-2020 | 6  | 8/12  | 2. division Promotiegroep   | 23    | 9     | 10     | 4       | 33-21     | 37     |                             |
| 2020-2021 | 1  | 14    | 2. division Groep 1         | 26    | 18    | 6      | 2       | 53-24     | 60     | Promotie naar 1. division   |